# David Spergel

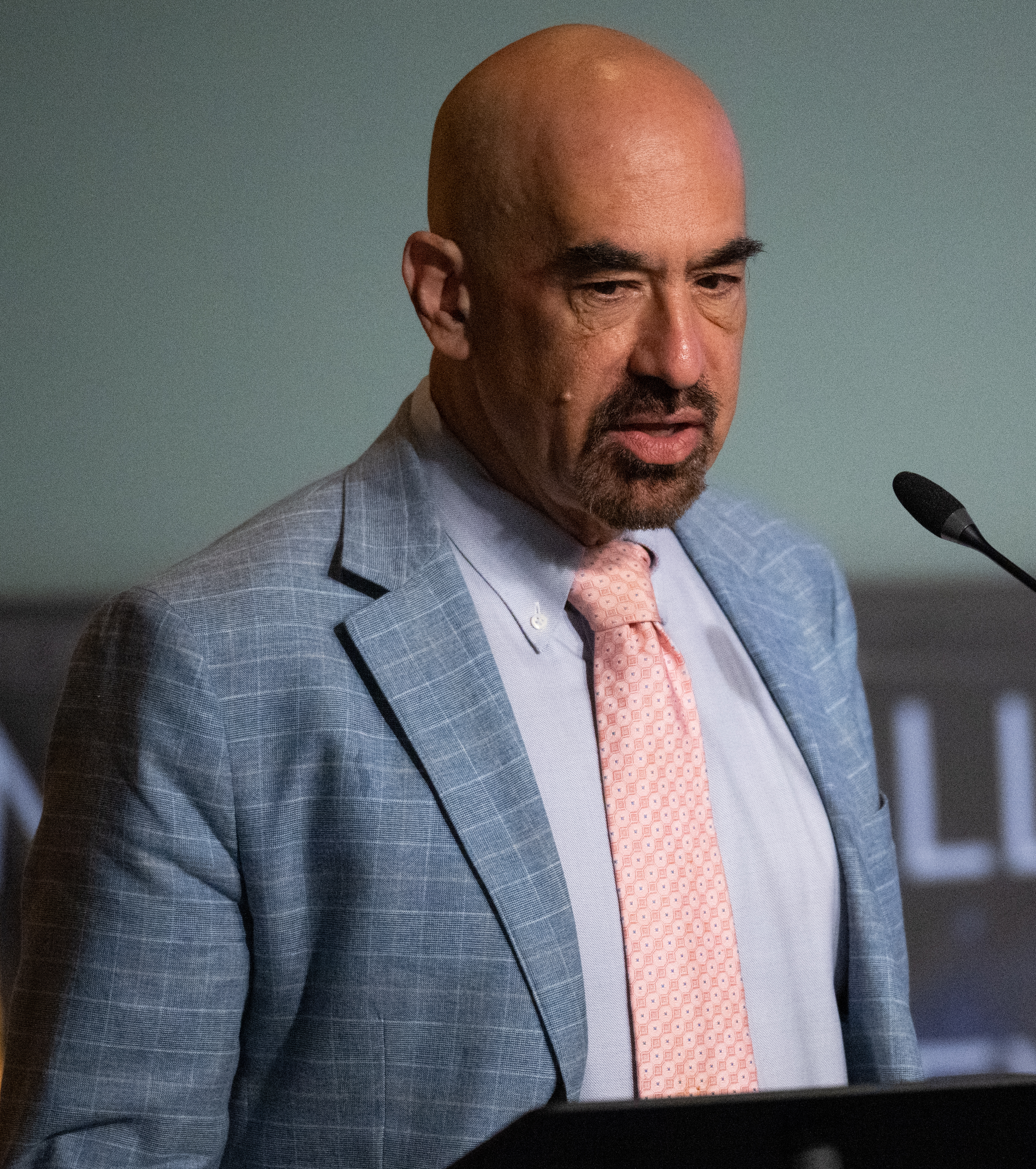
David Spergel

David Nathaniel Spergel (* 25. März 1961 in Rochester, New York) ist ein US-amerikanischer Astrophysiker. Seit 2021 ist er der Präsident der Simons Foundation.

## Leben
David Spergel wurde als Sohn des Physikprofessors Martin S. Spergel und der Juristin Rochelle S. Spergel, geb. Leffert, geboren. Sein Bruder Jonathan ist Kinderarzt. Spergel erlangte den Bachelor-Grad 1982 an der Princeton University, Master und Doktorgrad in Astronomie 1984 und 1985 an der Harvard University. William H. Press betreute seine Doktorarbeit Astrophysical Implications of Weakly-Interacting Massive Particles. Nach einem weiteren Jahr in Harvard, ging er 1986 zurück an die Princeton University, wo er 1987 Assistenzprofessor, 1992 Associated Professor und 1996 ordentlicher Professor wurde. Er ist Mitglied der National Academy of Sciences, der Internationalen Astronomischen Union, der American Physical Society, der American Astronomical Society und von Phi Beta Kappa.
Spergels Arbeitsgebiete sind weit gespannt. Er untersuchte mögliche Bestandteile der Dunklen Materie. Zusammen mit Leo Blitz entdeckte er, dass die Milchstraße keine gewöhnliche Spiralgalaxie, sondern eine Balkenspiralgalaxie ist. Spergel ist Teil des Teams, das die Resultate der WMAP-Raumsonde auswertet. Größte Aufmerksamkeit erzielten die von ihm angeführten Veröffentlichungen, in denen aus den WMAP-Daten grundlegende kosmologische Parameter bestimmt wurden.
Heute befasst sich Spergel auch mit neuen Methoden der Suche nach Exoplaneten, unter anderem im Projekt Terrestrial Planet Finder. Er ist auch am Atacama Cosmology Telescope (ACT) beteiligt.
Spergel ist seit dem 26. August 1990 mit Laura H. Kahn verheiratet, mit der er drei Kinder hat. Seine Hobbys sind Ski- und Fahrradfahren.

## Auszeichnungen
- 1988 Presidential Young Investigator Award
- 1988 Sloan Research Fellow
- 1994 Bart J. Bok Prize der Harvard University
- 1994 Helen-B.-Warner-Preis
- 2001 MacArthur Fellowship
- 2007 Mitglied der National Academy of Sciences
- 2010 Shaw Prize mit Charles L. Bennett und Lyman Page für WMAP
- 2012 Mitglied der American Academy of Arts and Sciences
- 2015 Dannie-Heineman-Preis für Astrophysik
- 2022 Mitglied der American Philosophical Society

## Schriften
- David Spergel u. a.: First-Year Wilkinson Microwave Anisotropy Probe (WMAP) Observations: Determination of Cosmological Parameters. In: The Astrophysical Journal Supplement Series. Band 148, 2003, S. 175–194, bibcode:2003ApJS..148..175S
- David Spergel u. a.: Three-Year Wilkinson Microwave Anisotropy Probe (WMAP) Observations: Implications for Cosmology. In: The Astrophysical Journal Supplement Series. Band 170, 2007, S. 377–408, bibcode:2007ApJS..170..377S
- David Spergel u. a.: Seven-Year Wilkinson Microwave Anisotropy Probe (WMAP) Observations: Cosmological Interpretations. In: The Astrophysical Journal Supplement Series. Band 192, 2011, S. 18, bibcode:2011ApJS..192...18K
- David Spergel u. a.: Nine-Year Wilkinson Microwave Anisotropy Probe (WMAP) Observations: Cosmological Parameter Results. In: The Astrophysical Journal Supplement Series. 2012, arxiv:1212.5226